# Daniel Silva (ciclista)
Daniel Eduardo Moreira Silva (n. Santiago de Bougado, Trofa, 8 de junho de 1985) é um ciclista português que actualmente representa a equipa Rádio Popular - Boavista, com a categoria de trepador.

## Carreira
Com 15 anos começou a sua carreira nos escalões mais jovens da equipa da União Ciclista de Vila do Conde em 2000. Manteve-se nesta mesma equipa até 2006 sendo que no ano seguinte transferiu-se para o Vitória-ASC. Em 2008 ruma para a equipa de ciclismo do Benfica.
Com o abandono da equipa do Benfica do mundo do ciclismo, no ano seguinte, 2009, Daniel Silva assina pelo Centro Ciclismo de Loulé  onde teve a sua primeira vitória. Daniel, venceu o Grande Prémio Liberty Seguros, em Setembro de 2009. 
No ano seguinte, teve uma bela prestação na Volta a Portugal, tendo ficado em 12.º lugar. Em destaque esteve o seu 5.º lugar na etapa da Senhora da Graça e um 8.º lugar na chegada a Torre (etapa rainha da Volta a Portugal). 
Em 2011, Daniel assinou pela equipa Onda-Boavista. As suas melhores prestações foram um 2º lugar no Circuito de Alcobaça e o 10º lugar na Volta a Portugal, também tendo sido vencedor do prémio da combatividade na 10ª etapa.
Em 2012, manteve contrato com a equipa Onda-Boavista. Neste ano, o Daniel mostrou as suas evoluções: em Maio, Daniel foi 2º na 7ª etapa da Volta a Guatemala, onde foi o melhor Português na prova, tendo terminado em 4º na Geral Individual; 

Em Junho, nos campeonatos nacionais, Daniel foi 12º na prova de fundo e 4º na prova de contra-relógio;

No Grande Prémio Internacional de Torres Vedras - Prémio Joaquim Agostinho, cortou a meta da 4ª etapa em 4º lugar e terminou a prova em 7º lugar na Classificação geral;

Na 74ª Volta a Portugal, teve uma óptima exibição tendo terminado em 4º lugar com os seguintes resultados marcantes: 

- 9º na 4ª etapa (chegada à Senhora da Graça);[9]
- 6º na 8ª etapa (chegada à Torre);[10]
- 7º na 9ª etapa - Contra-relógio.[11]

Daniel Silva é hoje em dia um dos ciclistas mais cotados em termos nacionais e os seus resultados constantes e muito positivos na Volta a Portugal fazem dele sempre um dos candidatos à vitória final desta competição rainha em Portugal.

## Equipas
- 2011 - actualmente [12]

Boavista FC - Rádio Popular Boavista
- 2009 a 2010

C.C. Loulé Louletano-Aquashow
- 2008

SL Benfica
- 2007

Vitoria-ASC
- 2000 a 2006

União Ciclista de Vila do Conde

## Principais resultados
2009
1º GP Geral Liberty Seguros
2010
12ª Volta Geral a Portugal
2011
10ª Volta Geral a Portugal
2012
4º Geral Vuelta a Guatemala
4ª Geral Volta a Portugal
2013
1ª Etapa 1 Volta ao Alentejo
6ª Geral Volta a Portugal
2015
8ª Geral Volta a Portugal
2016
3ª Geral Volta a Portugal